# Smartsville (California)
Smartsville es un lugar designado por el censo ubicado en el condado de Yuba en el estado estadounidense de California. En el año 2010 tenía una población de 177 habitantes.

## Geografía
Smartsville se encuentra ubicado en las coordenadas 39°12′22.11″N 121°17′36.88″O / 39.2061417, -121.2935778.